# 格蘭德維尤鎮區 (堪薩斯州福特縣)
格蘭德維尤鎮區（英語：Grandview Township）為美國堪薩斯州福特縣轄下的鎮區。2010年美国人口普查中此鎮區人口有624人。

## 地理
格蘭德維尤鎮區涵蓋總面積為226.2平方（87.35平方英里），其中陸地面積為225.8平方（87.18平方英里），水域面積為0.44平方（0.17平方英里）或0.19%。海拔高度767（2,516英尺）。

## 人口統計
根據2010年美國人口普查，格蘭德維尤鎮區人口有624人，其中男性有380人，女性有244人，人口密度為每平方公里2.76人，住房計294戶。鎮區內的白人有572人，非裔美國人有3人，美洲原住民有6人，亞裔美國人有6人，太平洋島裔美國人有0人，其他種族有30人，混血種族則有7人。此外鎮區內有82人為西班牙裔或拉丁裔美國人。此鎮區之年齡中位數為50.6歲，而男性年齡中位數為52.4歲，女性年齡中位數為49.0歲。

## 交通

### 主要公路
- 50號美國國道
- 56號美國國道
- 283號美國國道
- 400號美國國道